# بيتر موريسون (راكب الكنو)
بيتر موريسون (بالإنجليزية: Angus Morrison)‏ هو راكب الكنو أمريكي، ولد في 11 مارس 1952.

## وصلات خارجية
- أنغوس موريسون على موقع أوليمبيديا (الإنجليزية)